# Feneo

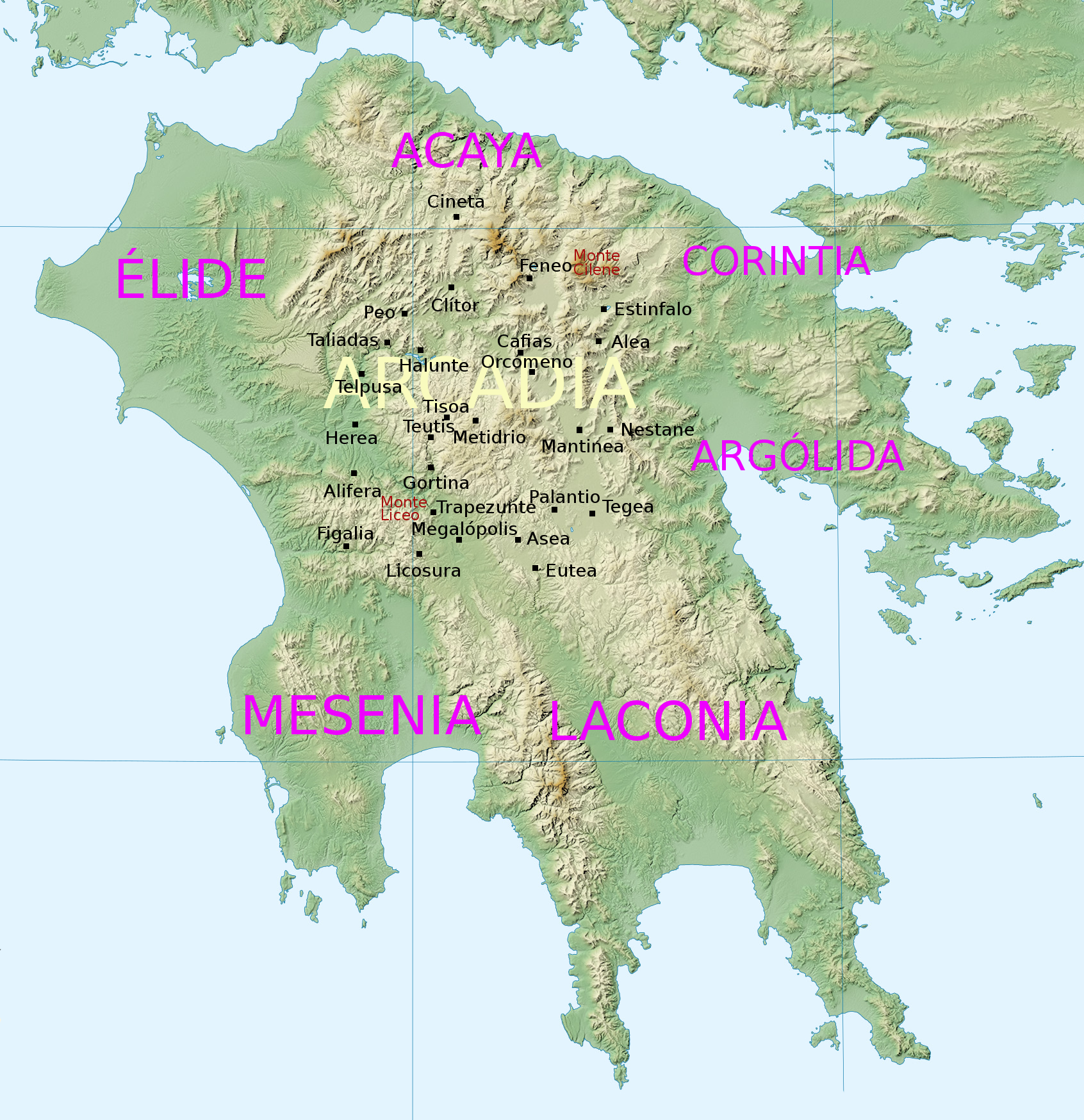
Mapa del Peloponeso con la situación de algunas de las principales ciudades de la antigua Arcadia. Feneo se ubicaba en el norte.

Feneo (en griego, Φενεός; en latín Pheneus) fue una ciudad del noreste de Arcadia que tenía al norte Egira y Pelene, al este Estinfalo, al oeste Clítor y al sur Cafias y Orcómeno. Fue mencionada por Homero en el catálogo de las naves de la Ilíada.

## Tradición mítica
Feneo fue la mítica residencia de Evandro. Las tradiciones decían que un hombre nacido de la tierra llamado Feneo había sido su fundador epónimo y que Heracles había vivido allí y que había construido un nuevo cauce para el río Aroanio.

## Lugares vistos por Pausanias
Cuando la visitó Pausanias la halló en plena decadencia; la acrópolis estaba en ruinas. Había allí un templo de Hermes aún en buen estado. Se trataba de la deidad local más venerada en Feneo, donde incluso se celebraban en su honor unos juegos Hermeos. Había un templo de Atenea Tritonia, un templo de Deméter Eleusinia, y yendo a Pelene y a Egira desde Feneo había un templo de Apolo Pitio, en el que sólo quedaba un gran altar de mármol, donde los feneatas hacían sacrificios a Apolo y a Artemisa.

## Descripción geográfica

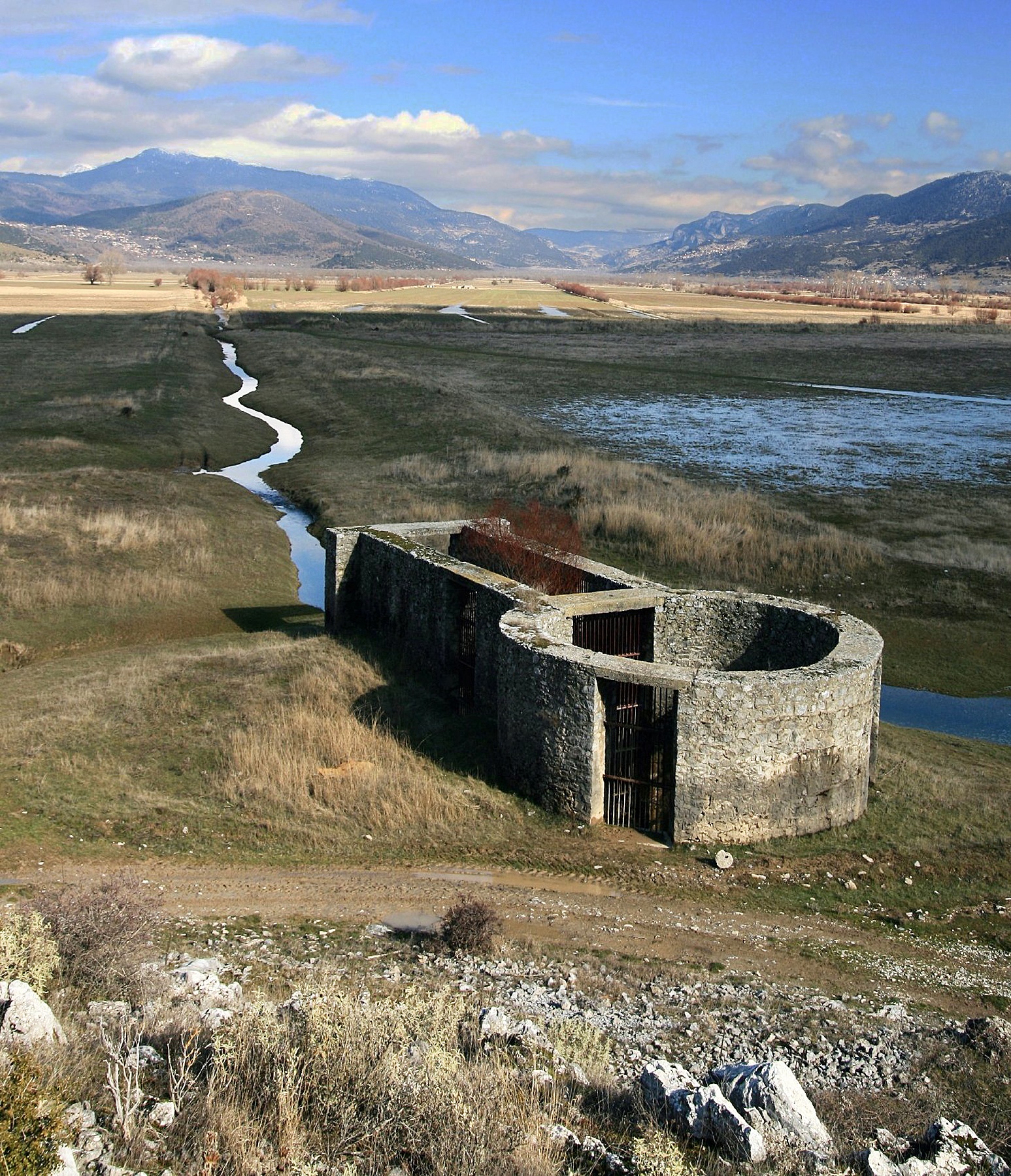
Pónor del poljé de Feneo. Para tratar de evitar las inundaciones producidas por acumulación de agua en esta zona se hace necesario un sistema de drenaje.

El valle de Feneo, situado entre el monte Cilene y la montaña Aroania, está casi todo rodeado por estas montañas, sólo se abre al norte, y al valle van a parar dos ríos: el Aroanio y el Quelidórea. Al noroeste de Feneo está el monte Cratis, el actual Akrata. El monte Geronteo es la frontera de la tierra de Feneo con la de Estinfalo. A la izquierda del Geronteo, caminando a través de la región de Feneo, están unas montañas de los feneatas llamadas Tricrena y allí había tres fuentes.
Para regular los desagües y asentar los cultivos, se tuvo la necesidad de hacer canales o katabothra (catavotras) pero se contaba que la ciudad había sufrido inundaciones.

## Localidades modernas y restos arqueológicos
En la actualidad existe un pueblo moderno llamado Feneo y otro, en sus proximidades, llamado Antigua Feneo, que antes se denominaba Kalyvia. En la colina Pyrgos de esta última localidad se encontraba la antigua ciudad de Feneo. Allí se han realizado excavaciones que han sacado a la luz restos del periodo neolítico, de un asentamiento y un edificio absidal del periodo Heládico Medio, restos de cerámica del periodo micénico, un santuario con abundantes ofrendas dedicadas a una divinidad femenina que tuvo una fase de construcción en el periodo arcaico y otra en el clásico, muros poligonales con cuatro torres semicirculares, así como una torre circular más alta, del periodo helenístico y un Asclepeion del siglo II a. C. con restos de un altar, estatuas colosales de mármol y un suelo de mosaico. 
Las primeras excavaciones fueron dirigidas entre 1958 y 1964 por Evangelia Protonotariou-Deilaki y posteriormente han tenido lugar otras en 1976, 1977, y a partir de 2007.